# Donald H. White
Donald Howard White (Narberth (Pennsylvania), 28 februari 1921 - Colorado Springs, 4 oktober 2016) was een Amerikaans componist, muziekpedagoog en trombonist.

## Levensloop
White studeerde muziek aan de Temple University in Philadelphia en later aan de Eastman School of Music van de University of Rochester in Rochester, waar hij zijn Master of Music behaalde en aansluitend promoveerde. Tot zijn leraren behoorden Howard Hanson, Bernard Rogers, Vincent Persichetti en Herbert Elwell.
Van 1974 tot 1981 was hij hoogleraar aan de DePauw University in Greencastle, Indiana. Van 1981 tot aan zijn pensioen in 1990 was hij hoofd van de muziekafdeling van aan de Central Washington Universiteit in Ellensburg, Washington.
Hij woonde met zijn familie in Tucson, Arizona. Op latere leeftijd ging hij in Colorado wonen. Hij overleed daar op 95-jarige leeftijd.
Hij componeerde voor symfonieorkest en harmonieorkest en schreef ook kamermuziek. Zijn bekendste werken zijn de Euphonium Suite, de Trombone Sonata en Tetra Ergon voor bastrombone.

## Composities (selectie)

### Orkest
- 1946 Sagan, ouverture
- 1947 Kennebec Suite
- 1951 Overture
- 1952 Cello Concerto
- 1968 Divertissement no. 2 voor strijkorkest
- Andante voor hobo, harp en strijkers

### Harmonieorkest
- 1957 Miniature Set for Band, suite
- 1963 Ambrosian Hymn Variants
- 1968 Terpsimetrics
- 1968 Introduction and Allegro
- 1966 Dichotomy
- 1969 Patterns
- 1972 Concertino, voor pauken, hout- en koperblazers en slagwerk
- 1975 Divertissement No. 3 for Blue Lake
- 1978 Lyric suite voor euphonium en blaasensemble
- 1979 Sonnet
- 1981 Recitative, Air and Dance
- 1989 4 Bagatelles
- Concertino voor klarinet en harmonieorkest
- Marchisma, concertmars

### Kamermuziek
- 1964 Trumpet Sonata
- 1964 3 for 5 Woodwind quintet
- 1965 Serenade No. 3 voor koperkwinter
- 1966 Trombone Sonata
- 1973 Tetra Ergon, vier stukken voor bastrombone en piano
- 1978 Tuba Sonata
- 1979 Quintet for Brass
- Diversions voor kopersextet
- Lyric Suite voor bastrombone en piano

### Vocaal
- 1970 Song for Mankind voor solisten, koor en orkest
- 1978 From the Navajo Children voor koor en blaasensemble

## Publicaties
- Harvey Elliott White and Donald H. White: Physics and Music: The Science of Musical Sound. Philadelphia. Saunders College Pub., 1980. 422 p. ISBN 0030452465

- Gemeinsame Normdatei: 108210051X
- International Standard Name Identifier: 0000 0000 8432 255X
- Library of Congress Control Number: no90009175
- MusicBrainz: 95119b9a-d529-46df-b99b-466ef5c6eeb9
- SNAC: w6j40chf
- Virtual International Authority File: 19239442
- WorldCat: E39PBJqW3jPP86Mgq4dcrMrH4q